# The Chimes
The Chimes est un groupe de musique britannique constitué de James Locke, Michael Peden, Pauline Henry et formé en Écosse (Royaume-Uni).
Ils sont surtout connus en Europe pour leur reprise de U2, I Still Haven't Found What I'm Looking For qui entra dans le Top 10 britannique.
Pauline Henry a ensuite profité du succès du groupe pour se lancer dans une carrière solo.
À noter qu'il ne faut pas les confondre avec un groupe new-yorkais, également appelé The Chimes, qui a été classé #11 Billboard Hot 100 hit avec leur titre Once In Awhile en 1961.

## Discographie

### Albums
- 1989 : The Chimes

### Singles
- 1989 : 1-2-3
- 1989 : Heaven
- 1990 : I Still Haven't Found What I'm Looking For
- 1990 : True Love